# Phare de Lungö
Le phare de Lungö (en suédois : Lungö fyr) est un phare privé situé sur l'île de Lungön, au nord de l'entrée du port de la commune de Härnösand, dans le comté de Västernorrland (Suède).

## Histoire
La première station a été fondée en 1861. Le phare actuel a été construit en 1927. Il a été électrifié et automatisé en 1964.
En 1987 il a été désactivé puis remis en service, à titre privé, en 2001. La maison de gardien en bois et d'autres bâtiments annexes de la station ont été préservés.

## Description
Le phare  est une tour circulaire en béton de 15 mètres de haut, avec une galerie et une lanterne, montée sur une base en pierre. Le phare est peint en blanc et porte une bande noire sous la lanterne. Son feu à occultations émet, à une hauteur focale de 29 mètres, un éclat blanc, toutes les 6 secondes. Sa portée nominale est de 9.6 milles nautiques (environ 18 km).
Identifiant : ARLHS : SWE-270 ; SV-1339 - Amirauté : C5988.5 - NGA : 10834 .
|                     |
| La station de Lungö |

### Lien connexe
- Liste des phares de Suède